# 4673 Bortle
4673 Bortle је астероид главног астероидног појаса чија средња удаљеност од Сунца износи 2,551 астрономских јединица (АЈ).
Апсолутна магнитуда астероида је 11,8.